# Сайлыг-Хем-Тайга
Сайлыг-Хем-Тайга (хак. сайлыг — «галечный») — перевал на южной границе Республики Хакасия в предгорьях Западного Саяна.
Состоит из двух хребтов:
- Xребет Сайлыг длиной 25 км, абсолютная высота от 2570 м до 2234 м, склоны крутые, характерны останцы высотой 10-15 м, плоские вершины покрыты каменистыми россыпями. По двум перевалам: Пограничному и Сюр-Даба, открытых с мая по сентябрь, проходят тропы в Тыву.
- Хребет Хем-Тайга протягивается с юго-запада на северо-восток на 35 км, плоские вершины покрыты редколесьем, абсолютные высоты от 2715 м до 2500 м, на сев. склонах встречаются курумники. Через три перевала (Салжен, Харга, Угек) проходят вьючные тропы, через Саянский перевал на высоте 2214 м над уровнем моря проходит автомагистраль в Республику Тыва. На северных склонах хребта из многочисленных каровых и цирковых озёр берут начало реки Она и Большой Он.